# 军乐镇
军乐镇，是中华人民共和国四川省成都市彭州市曾经下辖的一个镇。2019年12月，撤销隆丰镇、军乐镇，设立隆丰街道，以原隆丰镇和原军乐镇所属行政区域为隆丰街道的行政区域。

## 行政区划
军乐镇撤销前下辖以下地区：
军乐场社区、乐兴社区、黑龙社区、迎春村、石埂村、银定村、玉皇村、香水村、朝阳村、军屯村、华光村和红星村。